# Charles Carton
Charles Louis Carton (Pittem, 3 juni 1802 - Brugge, 19 september 1863) was een Belgisch priester van het bisdom Brugge, historicus en promotor van doven- en blindenonderwijs.

## Priester
Op 23-jarige leeftijd werd Carton priester gewijd, na zijn studies aan het seminarie van Gent. Hij was eerst coadjutor te Maldegem en Ichtegem (1825), werd onderpastoor in Wielsbeke (1826) en Ardooie (1829), waar hij zijn eerste onderwijs aan dove kinderen gaf.
In 1835 werd hij gepromoveerd tot erekanunnik van het Bisdom Brugge, het tijdstip waarop bisschop Franciscus-Renatus Boussen hem de opdracht gaf een instituut voor doven en blinden op te richten en tevens een zustercongregatie te stichten. In 1836 werd hij ook coadjutor van de bestuurder van Engelse Dames te Brugge. In 1855 werd hij doctor in de Wijsbegeerte en Letteren aan de Universiteit van Leuven.

## Historicus
Carton was de stichter van het Genootschap voor Geschiedenis te Brugge, genaamd 'Société d'émulation'. Het is thans het oudste nog bestaande historische genootschap in België en het geeft jaarlijks de 'Handelingen' of 'Annalen' uit.
Hij was vanaf de stichting tot aan zijn dood voorzitter van de vereniging.
Hij werd ook lid van de Académie royale des sciences, des lettres et des beaux-arts de Belgique in Brussel.
Er werd ook op hem beroep gedaan voor het organiseren van processies, zoals de jubileumprocessie van het Heilig Bloed in 1850.
Zijn omvangrijke bibliotheek is nog steeds aanwezig in het klooster Spermalie waar ook een geschilderd portret van hem bewaard wordt.

## Onderwijs voor doven en blinden
Naast anderen in de caritatieve hulpverlening, bekommerde Carton zich om de zorg voor doven en blinden, in de eerste plaats voor kinderen aan wie hij een passend onderricht wilde aanbieden. Hij schreef over deze vorm van bijzonder onderwijs talrijke werken.
Met de door hem gestichte congregatie van vrouwelijke religieuzen, onder de naam 'Zusters van de Kindsheid van Maria Ter Spermalie', ging hij wonen in de vroegere cisterciënzerinnenabdij Spermalie in de Snaggaardstraat in Brugge, waar hij een school opende die weldra grote bijval genoot.
Het succes van deze school heeft zich bestendigd, tot op vandaag. Ze is ook uitgezwermd naar verschillende andere plekken, in functie van specifieke problemen en opleidingen. Het onderricht beperkt zich niet meer tot kinderen met hoor- of gezichtsstoornissen, maar bekommert zich ook om andere vormen van problemen bij het onderwijs, zoals bijvoorbeeld autisme. Over de opvoeding van doofstommen en blinden schreef hij 19 werken.

## Werken
Onder zijn talrijke uitgaven, artikels en studies zijn te vermelden:
- Oudvlaemsche liederen der XIVde en XVde eeuwen (1849). Het gaat hier om de eerste uitgave van het beroemde Gruuthuse-handschrift.
- Essai sur l’histoire du Saint-Sang depuis les premiers siècles du christianisme, in: Handelingen van het Genootschap voor geschiedenis te Brugge, 1849, blz. 18-128.
- Lamentatie van Zeger van Male (1859).
- Notice sur la Bataille d'Axpoele, (Ruysselede,) entre les armées de Thierri d' Alsace et celles de Guillaume de Normandie, Bruges, impr. Vandecasteele-Werbrouck, 1844, 20 p.